# Shanesia Davis-Williams
Shanesia Davis-Williams (* 30. September 1966 in Detroit, Michigan) ist eine US-amerikanische Schauspielerin.

## Leben und Leistungen
Davis-Williams wuchs als das jüngste von sieben Geschwistern auf. Sie schloss ein Studium der Schauspielkunst an der Goodman School of Drama der DePaul University ab. Die Schauspielerin debütierte im Fernsehdrama Howard Beach: Making a Case for Murder aus dem Jahr 1989. In der Komödie Ein genialer Freak (1994) war sie an der Seite von Joe Pesci und Brendan Fraser zu sehen. In den Jahren 1996 bis 2000 spielte sie eine der Hauptrollen in der Fernsehserie Allein gegen die Zukunft. Jeweils eine größere Rolle übernahm sie an der Seite von Joe Mantegna und Anne Archer in der Komödie Uncle Nino (2003) und im Thriller Life Sentence (2004).
Davis-Williams ist verheiratet und hat ein Kind.

## Filmografie (Auswahl)
- 1989: Howard Beach: Making a Case for Murder
- 1994: Ein genialer Freak (With Honors)
- 1996–2000: Allein gegen die Zukunft (Early Edition, Fernsehserie)
- 1998: Chicago Cab
- 2003: Uncle Nino
- 2004: Life Sentence
- 2005: The Weather Man